# The New Yorker
The New Yorker (n.đ. '"Người New York"') là một tạp chí Hoa Kỳ chuyên viết về phóng sự, bình luận, phê bình, tiểu luận, hư cấu, châm biếm, hoạt hình và thơ ca. Được phát hành lần đầu giữa thập niên 1920 dưới dạng tuần báo, "The New Yorker" hiện nay phát hành 47 lần một năm, trong đó có năm số báo là số phát hành cho hai tuần liên tiếp.
Mặc dù những bài phê bình và sự kiện của tạp chí thường có chủ đề là đời sống văn hóa của Thành phố New York, The New Yorker có một lượng độc giả lớn bên ngoài New York. Tạp chí được biết đến nhiều vì những bài bình luận về văn hóa phổ thông và những điều kỳ dị trong văn hóa Mỹ; những quan tâm về hư cấu hiện đại bằng cách bao gồm các truyện ngắn và phê bình văn học; tính tự kiểm chứng chặt chẽ và biên tập kỹ lưỡng; tính cập nhật trong chính trị thế giới và vấn đề xã hội; và trang độc nhất về truyện tranh phủ đều khắp mỗi số báo ra.